# Carl Friedrich Wagner
Carl Friedrich Wagner (* 4. Mai 1891 in Altona; † 10. Februar 1981 in Halstenbek) war ein weit über Hamburg hinaus bekannter Lehrer und Reformpädagoge an der Hamburger Versuchsschule Telemannstraße 10.

## Leben und Wirken
Die Eltern waren Auguste Wagner, geb. Holst (* 14. Februar 1848 in Altona; † 30. Juli 1921 in Hamburg) und Theodor August Wagner (* 2. Oktober 1846 in Königsee in Thüringen; † 6. Dezember 1926 in Hamburg). Er hatte acht Geschwister (Johannes, Arthur, Max, Gustav, Adolf, Bertha, Elsa und Minna). Am 3. Juli 1915 heiratete er Margarethe Kleemann. Mit ihr hatte er drei Kinder (Lisa * 1920; Alf * 1921, und Gesa * 1925).
Sein besonderes Verdienst war die Reform des Deutschunterrichtes im Sinne reformpädagogischen Arbeitsunterrichts. Er erstellte das Neue Hamburger Lesewerk, das weit über die Grenzen Hamburgs hinaus bekannt wurde. Dazu zählte auch eine rege Theaterspieltätigkeit seiner Schüler sowie die Gestaltung von öffentlichen Schulfesten.
Nach seiner Schulzeit entschied sich Wagner dafür Lehrer zu werden und bestand 1906 die Aufnahmeprüfung des Hamburger Lehrerseminars. Nach seiner Prüfung, die er mit gut bestand, wurde er Hilfslehrer an der Schule Methfesselstraße.
Wagner wurde 1914 während des Ersten Weltkriegs eingezogen, 1915 wurde er im Stellungskampf in Frankreich verschüttet. Sein Gehör trug bleibenden Schaden davon, im Alter war er fast völlig taub. Er wurde 1916 als kriegsverwendungsunfähig aus dem Militärdienst entlassen.
Im gleichen Jahr heiratete er und bestand die Prüfung zur Erlangung der Befähigung für eine feste Anstellung an öffentlichen Volksschulen.
1919 bewarb sich Wagner als Lehrer an die Versuchsschule Telemannstraße. Wagner sammelte systematisch Material für den „Gedichtunterricht“, arbeitete an einer wissenschaftlich-theoretischen Fundierung der Methodik des Gedicht- und Vortragsunterrichts, war publizistisch und politisch tätig.
Von 1925 bis 1931 übernahm er die Redaktion der 14-täglichen Beilage im Vorwärts: Der Kinderfreund.
Wagner war im Zweiten Weltkrieg auf Grund seiner Verschüttung wehruntauglich und wurde ausgemustert.
Während dieser Zeit war er weiterhin als Lehrer an der Versuchsschule tätig. Nach Kriegsende 1945 ließ sich der reformpädagogische Ansatz der Schule jedoch nicht fortsetzen; in der Hamburger Schulentwicklung fand das reformerische Wirken Wagners keinen Anklang mehr.
Er trat 1956 in den vorgezogenen Ruhestand.
Carl Friedrich Wagner starb 1981.

### Carl Friedrich Wagner
Auswahl
- - Hein Boller, de Hamburger Buddje, Hamburg 1920
  - Gehalt und Leistung (Artikel in: Hamburger Lehrerzeitung, 1. Jg. Nr. 1, 4. Januar 1922)
  - Mein Gedichtunterricht in der Versuchsschule Telemannstraße 10, (Aufsatz in Hamburger Lehrerzeitung, 3. Jg. Nr. 11, 8. März 1924)
  - Mein Gedichtunterricht in der Versuchsschule Telemannstraße 10, (Aufsatz in Hamburger Lehrerzeitung Fortsetzung, 3. Jg. Nr. 12, 15. März 1924)
  - Wir arbeiten mit einem neuen Lesewerk: Das Vortragsbuch (Rundfunkvortrag, Artikel in: der Schulfunk, 6. Jg. Nr. 12, 15. Juni 1932)
  - Das neue Hamburger Lesewerk für die Grundschule. Die ersten Teile Lautlesebuch und Vortragsbuch (Artikel in: Hamburger Lehrerzeitung, 11 Jg. Nr.:1 Januar 1933)